# Anatoli Iwanowitsch Larkin
Anatoli Iwanowitsch Larkin (russisch Анатолий Иванович Ларкин, englische Transkription Anatoly Larkin; * 14. Oktober 1932 in Kolomna, Sowjetunion; † 4. August 2005 in Aspen (Colorado)) war ein russisch-US-amerikanischer theoretischer Physiker, der sich vor allem mit Festkörperphysik befasste.

## Leben
Larkin studierte am Moskauer Institut für Physik und Technologie, wurde bei Arkadi Migdal in Plasmaphysik promoviert und 1965 über die Theorie von Supraleitern habilitiert (russischer Doktortitel). 1957 bis 1966 war er am Kurtschatow-Institut und danach bis 1995 Abteilungsleiter am Landau-Institut für Theoretische Physik. 1970 bis 1991 war er außerdem Professor an der Lomonossow-Universität. In den 1990er Jahren ging er in die USA und war ab 1995 Professor an der University of Minnesota (William I. and Bianca M. Fine Professor). Er starb unerwartet bei der Teilnahme an einem Workshop in Aspen.
Er hatte die US-Staatsbürgerschaft neben der russischen. Larkin liegt in Tschernogolowka begraben. Er war verheiratet und hatte zwei Söhne.
Zu seinen Doktoranden gehört Paul Wiegmann.

## Werk
Er veröffentlichte über 230 wissenschaftliche Arbeiten in Festkörperphysik, Kern- und Elementarteilchenphysik, Plasmaphysik. Der Schwerpunkt seiner Arbeit lag in der theoretischen Festkörperphysik, insbesondere Theorie der Supraleitung. Er sagte das Phänomen der Paraleitfähigkeit in Supraleitern voraus und entwickelte die Theorie kollektiver Fixierung von Wirbeln in Supraleitern und die Theorie Schwacher Lokalisierung und negativen Magnetwiderstands in ungeordneten Metallen. Später befasste er sich mit Fluktuationen in Supraleitern und Quantenchaos.
Er wandte früh (1961) Methoden der Supraleitung in der Elementarteilchenphysik (spontane Symmetriebrechung) an.

## Mitgliedschaften und Ehrungen
2002 erhielt er den Lars-Onsager-Preis. 2004 erhielt er den John Bardeen Prize mit David Nelson und Waleri Winokur für Beiträge zur Theorie von Vortex-Materie. 1993 erhielt er den Hewlett Packard Europhysics Prize und die Humboldt-Medaille. 1990 erhielt er den Fritz London Memorial Prize für Tieftemperaturphysik und 1994 den Award of Excellence des World Congress of Superconductivity.
Er war seit 1991 volles Mitglied der Russischen Akademie der Wissenschaften und seit 1979 korrespondierendes Mitglied der Sowjetischen Akademie der Wissenschaften.

## Schriften
- mit A. Varlamov: Theory of fluctuations in superconductors. Oxford University Press, 2005.